# Plugova, Caraș-Severin
Plugova este un sat în comuna Mehadia din județul Caraș-Severin, Banat, România.

### Vestigii arheologice

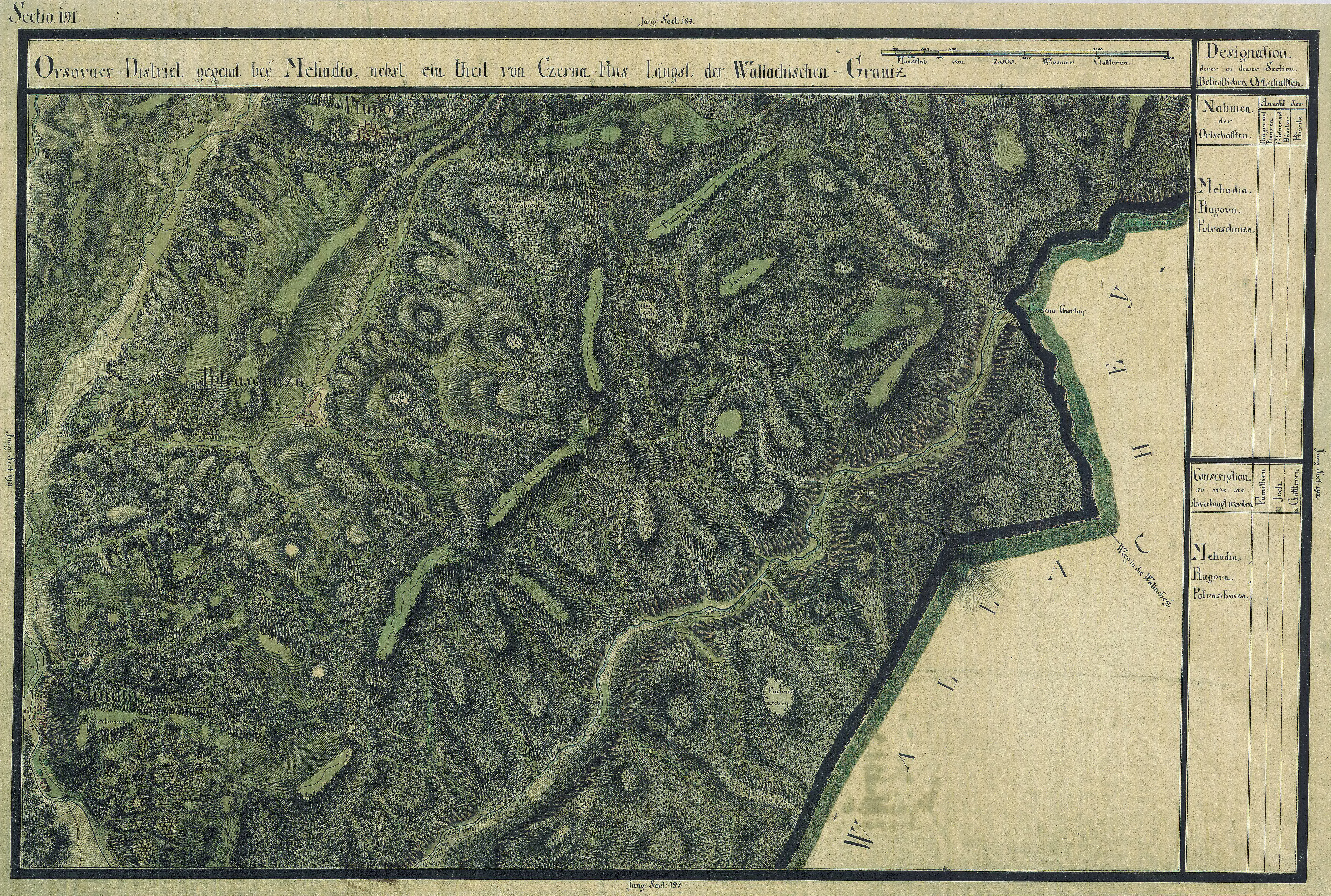
Plugova în Harta Iosefină a Banatului, 1769-72

- Castrul Praetorium. Castrul și așezarea civilă se află la 80 km de Caransebeș si 29 km de Orșova. Castrul este așezat la circa 3 km nord de comuna Mehadia și la circa 2 km sud de satul Plugova, pe partea stânga a drumului european E 70. Ruinele lui se află amplasate într-o luncă plană, la sud de râul Bolvașnița si la est de râul Belareca. Conturul castrului se distinge și azi bine pe teren. El are forma unui patrulater ale cărui laturi sunt marcate de un val înalt, care atinge în unele locuri înălțimea de 3–4 m.

## Imagini

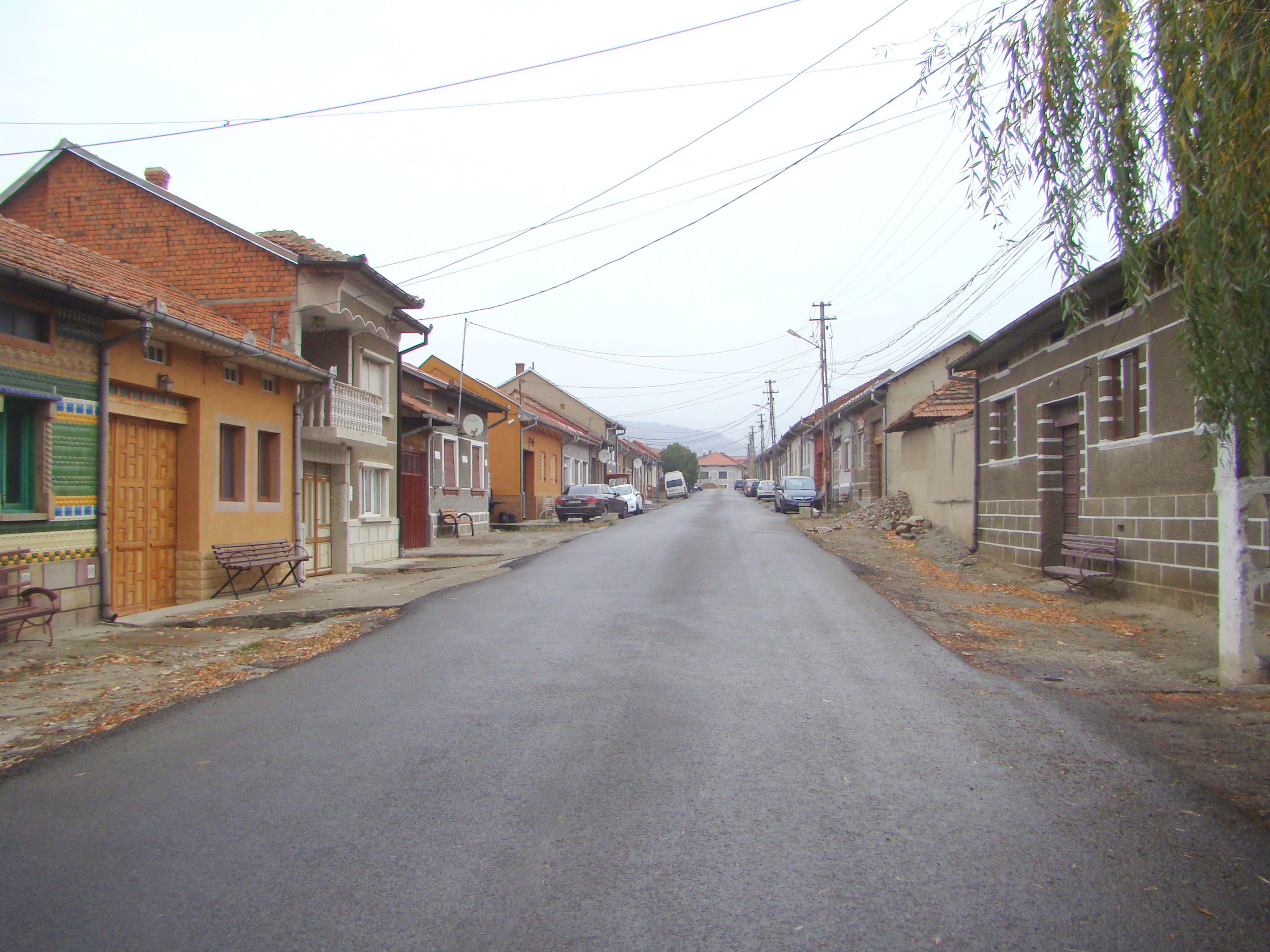
Strada principală (1)
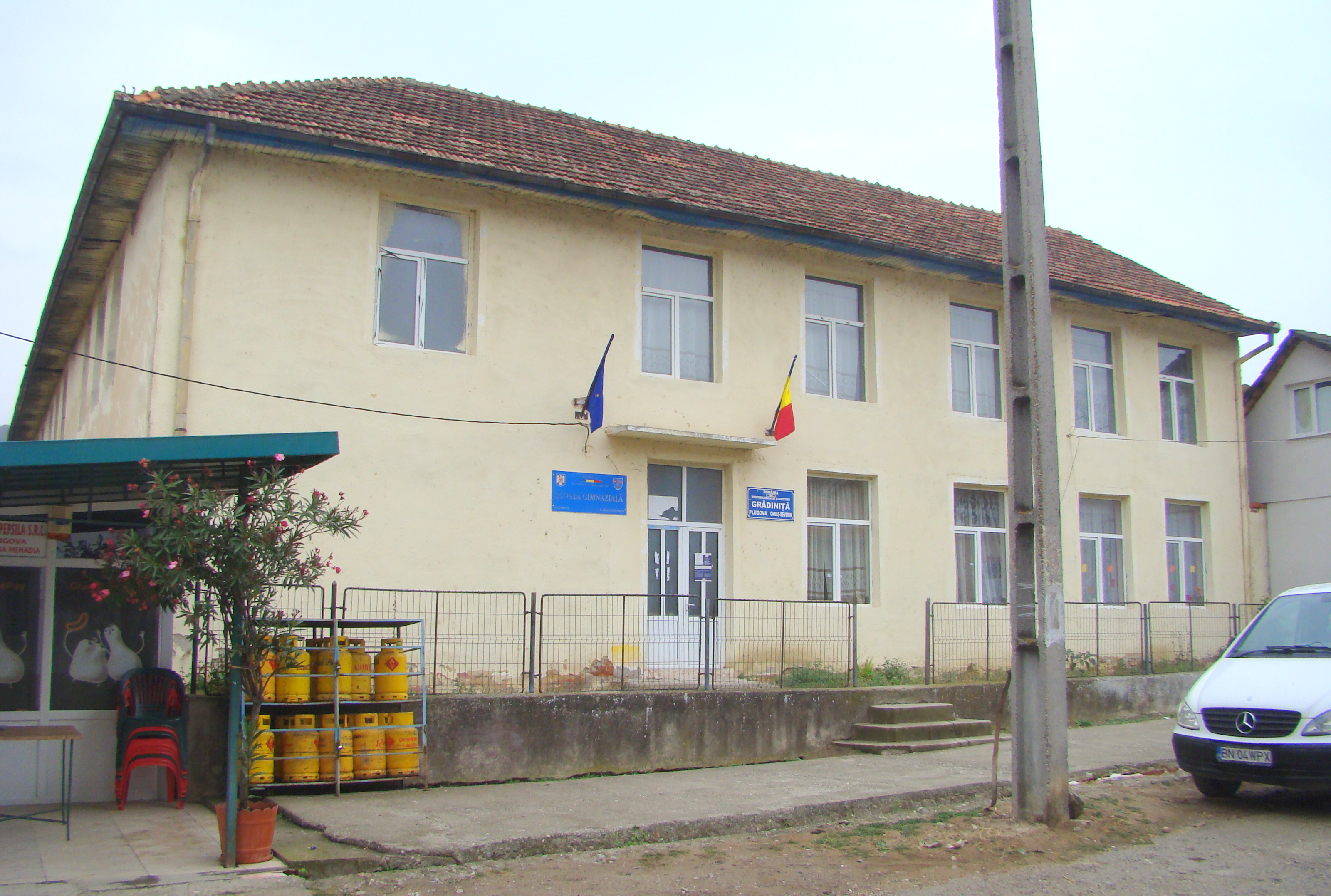
Școala
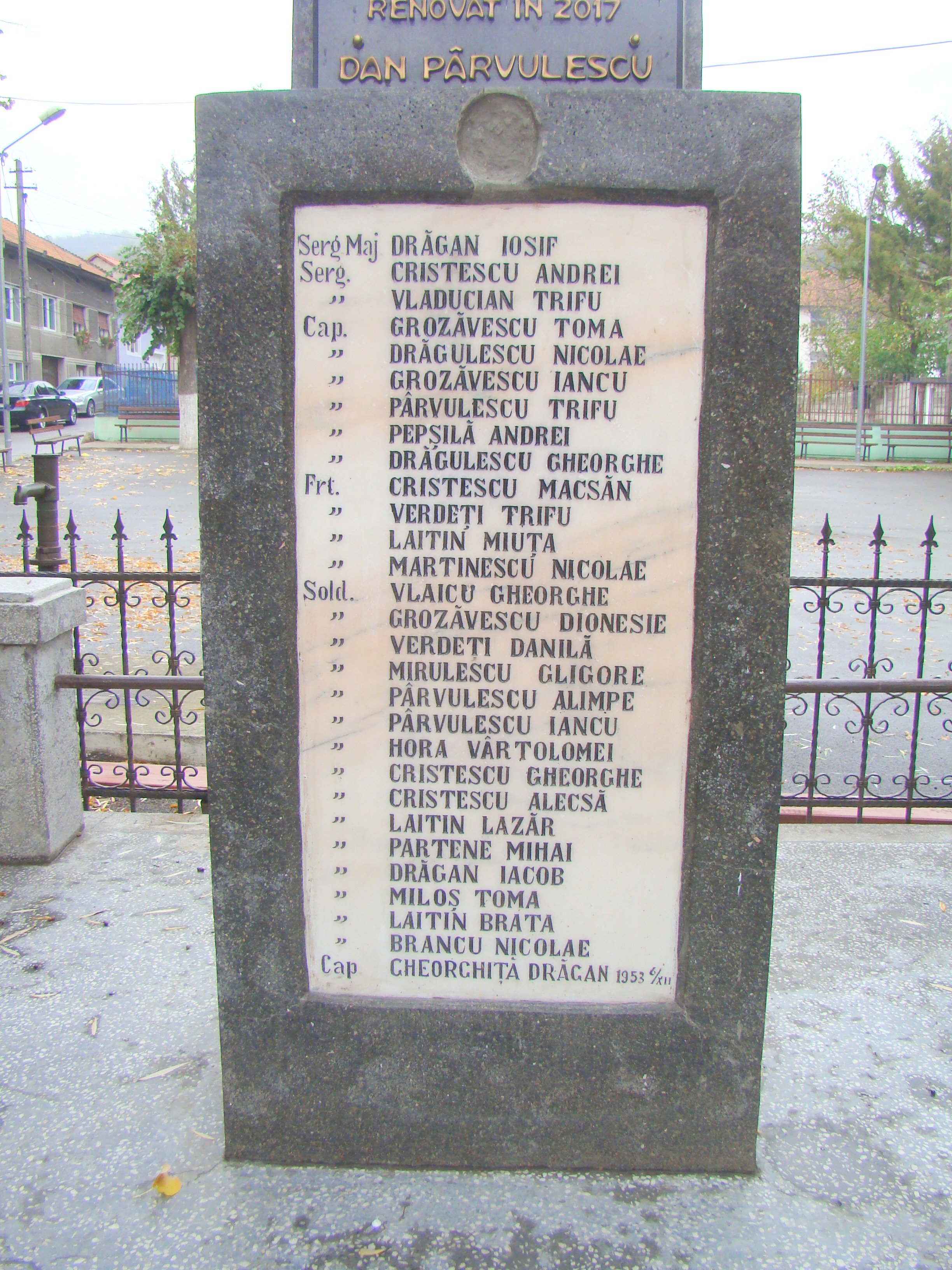
Monumentul eroilor
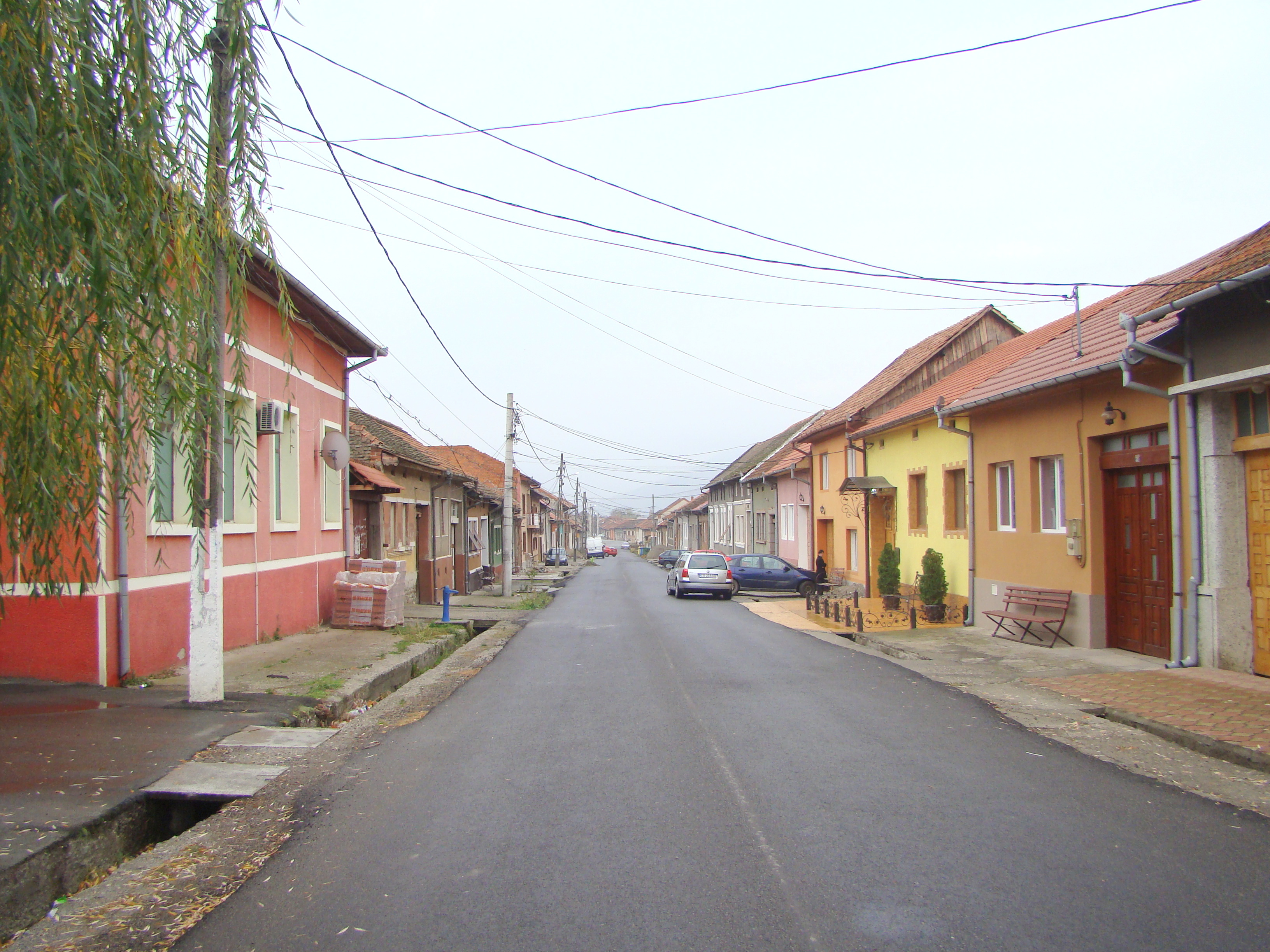
Strada principală (2)